# Waves (Film)
Waves ist ein romantisches Filmdrama von Trey Edward Shults, das am 30. August 2019 beim Telluride Film Festival seine Premiere feierte und am 15. November 2019 in die US-Kinos kam. In Deutschland lief der Film wegen der COVID-19-Pandemie verspätet am 16. Juli 2020 an.

## Handlung
Tyler Williams und seine Schwester Emily leben mit ihrem Vater Ronald und ihrer Stiefmutter Catherine in einem geräumigen Vorstadthaus in Südflorida zusammen. Der 18-Jährige ist ein Ringer an seiner Highschool, soll an den Landesmeisterschaften teilnehmen und hofft auf ein Universitätsstipendium. Sein Vater, der ihnen bislang ein gutbürgerliches Leben ermöglichte, erklärt seinem Sohn, sie als Afroamerikaner könnten sich den Luxus nicht erlauben, durchschnittlich zu sein.
Eigentlich läuft alles rund in Tylers Leben. Er hat sein eigenes Auto und seine hübsche Freundin Alexis. Nach einer Schulterverletzung und in Folge des Drucks, der nicht nur von seinem Vater, sondern auch von seiner Mannschaft auf ihn ausgeübt wird, greift der junge Athlet zu den Schmerzmitteln seines Vaters, wodurch sein scheinbar perfektes Leben ins Wanken gerät. Tylers Leben wird noch stressiger, als seine Freundin Alexis ihm mitteilt, dass sie nicht nur schwanger ist, sondern sich entschlossen hat, das Baby gegen seinen Wunsch zu behalten.
Unterdessen hat sich Tylers Schwester Emily in seinen Teamkollegen Luke verliebt. Gemeinsam unternehmen sie einen Roadtrip, um dessen im Sterben liegenden Vater zu besuchen.

## Produktion

### Stab und Aufbau
Regie führte Trey Edward Shults, der auch das Drehbuch schrieb. Er gliedert seinen Film in zwei klar definierte Hälften, beide eine eigene Liebesgeschichte, zuerst die von Tyler Williams, dann die seiner Schwester Emily. Peter Debruge von Variety beschreibt den Fokuswechsel in der Mitte des Films als eine Veränderung, die so radikal ist wie die der Duschszene in Psycho und für die sich Shults von der gegabelten Struktur von Wong Kar-wais Chungking Express inspirieren ließ. Wenn Emily aus Tylers Schatten auftaucht, behaupte sie ihren Platz als wahre Protagonistin des Films. Insbesondere werde diese Transformation durch eine romantische Verbindung mit Tylers weißem Teamkollegen Luke ausgelöst. Was als Flirt in der Schule beginnt, mündet in einen lebensverändernden Roadtrip der beiden, den sie als Seelenverwandte erleben und ihre Liebe beflügelt. Dieser Roadtrip ist das Herzstück des zweiten Teils des Films. Während sich Tyler im ersten Teil zu einer furchtbaren Gewalttat hinreißen lässt, erzählt der zweite Teil von den Konsequenzen der Tat, da seine Schwester Emily nach der völlig unangemessenen Verurteilung des Bruders unter dem Verlust leidet und sich in eine Isolierung flüchtet, die erst Luke zu durchbrechen vermag. So handelt es sich im Kern zwar um einen Film, dieser besteht jedoch aus zwei getrennten Erzählungen.
Philipp Bühler schreibt in der Berliner Zeitung, Shults wage mit diesem Ansatz ein Experiment, wenn er die Perspektive und zwischendurch sogar das Bildformat wechsele und bemerkt: „Der zweite Teil, der den ersten in vielen Elementen spiegelt, gibt indes Gelegenheit, die Dinge noch einmal anders zu bewerten, in ruhigerer Stimmung dieses Bild einer afroamerikanischen Familie im Kopf neu zusammenzusetzen. Zehnmal mehr müssten Schwarze sich anstrengen in dieser weißen Welt, hat der Vater dem Sohn eingeschärft, in einem Film, für den Hautfarbe ansonsten keine Rolle zu spielen scheint.“

### Besetzung und Dreharbeiten
Sterling K. Brown übernahm die Rolle des Familienvaters Ronald Williams, Kelvin Harrison Jr. spielt seinen 18-jährigen Sohn Tyler Williams, Taylor Russell seine jüngere Schwester Emily. Renée Elise Goldsberry spielt Catherine, die äußerst geduldige Stiefmutter der beiden, die die Familie Williams zusammenhält. Alexa Demie spielt Tylers Freundin Alexis, Lucas Hedges seinen Teamkollegen Luke, der mit Emily zusammenkommt.
Die Dreharbeiten wurden am 9. Juli 2018 im Broward County, Florida begonnen. Als Kameramann fungierte Drew Daniels, als Filmeditoren Isaac Hagy und Regisseur Trey Edward Shults. Im dramatischen Mittelpunkt des Films verengen sie das Bildformat, um den steigenden Druck auf Tyler zu visualisieren.

### Filmmusik und Veröffentlichung
Die Filmmusik komponierten Trent Reznor und Atticus Ross. Neben deren Synthie-Soundtrack werden im Film Songs von Frank Ocean, Animal Collective und Kendrick Lamar verwendet. What a Diff’rence a Day Makes von Dinah Washington kommt in beiden Teilen des Films vor. Ein Album mit 14 Songs wurde im Dezember 2019 veröffentlicht.
Der Film feierte am 30. August 2019 beim Telluride Film Festival seine Premiere. Ab 10. September 2019 wurde er beim Toronto International Film Festival im Rahmen der Special Presentations gezeigt. Am 15. November 2019 kam er in die US-Kinos. Ein Kinostart in Deutschland und Österreich war für den 19. März 2020 geplant. Der Termin in Deutschland wurde jedoch wegen der Coronavirus-Pandemie auf den 16. Juli 2020 verschoben. Focus Features und Universal Pictures sicherten sich von A24 die internationalen Rechte am Film. Am 16. März 2022 wurde Waves in das Programm von Amazon Prime Video aufgenommen.

## Rezeption

### Altersfreigabe
In den USA erhielt der Film von der MPAA ein R-Rating, was einer Freigabe ab 17 Jahren entspricht. In Deutschland wurde der Film von der FSK ab 12 Jahren freigegeben. Tim Lindemann von epd Film bemerkt hierzu, auch wenn Waves für die meisten über 25-Jährigen ein wenig zu viel Schmalz, zu viel Musik, zu viele visuelle und narrative Gimmicks bieten dürfte, könnte sich das Teenager-Melodram für junge Filmfans der Generation Z als effektive Einstiegsdroge in die Welt des ambitionierten, kreativen Kinos erweisen.

### Kritiken und Einspielergebnis
Der Film überzeugte bis Februar 2022 bei Rotten Tomatoes 84 Prozent der Kritiker und erhielt hierbei eine durchschnittliche Bewertung von 7,8 der möglichen 10 Punkte.
Peter Debruge von Variety schreibt, der Film, der in Südflorida spielt, bewege sich gar nicht so weit weg von dem Mikrokosmos, den Barry Jenkins in Moonlight beleuchtete, obwohl die soziale Klasse und auch die Möglichkeiten der Figuren andere seien, und sei dabei ein gelungener Versuch, die Liebe innerhalb einer Familie in den USA einzufangen und den Druck, der auf den Familienmitgliedern lastet, in diesem Fall Afroamerikanern. Für Trey Edward Shults, der weiß ist, bedeute das, solche Erfahrungen über sich selbst hinaus zu projizieren, um all das zu erfassen, was an seinen vier zentralen Figuren universell und einzigartig ist. Mit seinen vier Hauptdarstellern und einer äußerst innovativen Machart könne der Film vom Zuschauer intuitiv verstanden werden, und tauche so in das Leben seiner Figuren ein, dass Details enthüllt würden, die die Familie Williams so real machen und in die sich der Zuschauer hineinfühlen kann. Waves lehne zudem den reduzierenden Begriff von Gut und Böse ab, der so oft im Film verwendet wird, so Debruge weiter. Vielmehr gehe es um Vergebung und Akzeptanz in ihren vielen Formen und darum, dass unsere Eltern und Geschwister, auch wenn sie nicht vollkommen sein mögen, manchmal die einzige Unterstützung sind, die wir haben. So zeige Shults, wie wichtig das Thema Familie für ihn ist, das der Kern aller seiner drei Filme war, die er bis dato drehte.

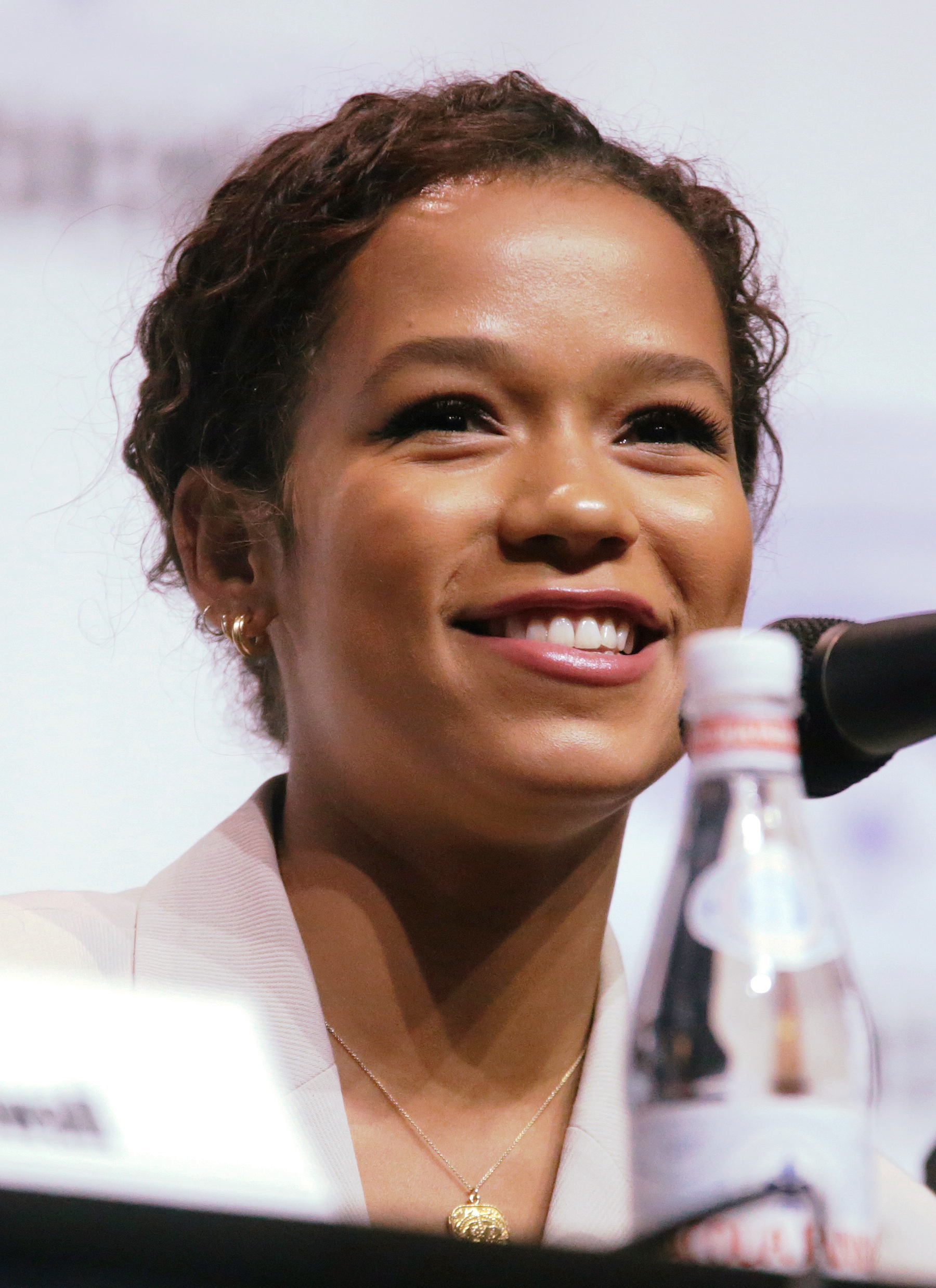
Die zweite Hälfte des Films konzentriert sich auf Tylers Schwester Emily, gespielt von Taylor Russell

Auch Bert Rebhandl von der Frankfurter Allgemeinen Zeitung beschreibt den Handlungsort als auch das Grundthema, afroamerikanische Männlichkeit am Rande der Destruktivität, ähnlich wie bei Moonlight. Das bestimmende Motiv in Waves sei die Frage, wie in afroamerikanischen Familien die Kompensation für vergangene oder zum Teil eben sogar nicht einmal vergangene Diskriminierungen als Überkompensation tendenziell tragisch wird, so Rebhandl.
Gregory Ellwood von The Playlist schreibt, der Schmerz, den die Figuren verspüren, werde von jedem einzelnen Schauspieler, so Kelvin Harrison Jr., Taylor Russell, Sterling K. Brown und Renée Elise Goldsberry auf eine Weise gezeigt, die sich unglaublich real anfühle. Es sei selten, dass so viele Ensemblemitglieder diesen Punkt erreichten, aber diese Besetzung gebe wirklich alles. Ihre Auftritte würden jedoch des Öfteren von den hohen stilistischen Ambitionen Shults’ überschattet. Weiter bemerkt Ellwood die Arbeit von Kameramann Drew Daniels, der blinkende Partylampen oder Polizeiautos nutze, um Szenen auch dann vollständig zu beleuchten, wenn die Lichtquellen weit außerhalb des gezeigten Bildausschnittes liegen. Es gebe eine Reihe beeindruckend langer One-Shot-Sequenzen, in denen Shults einer Figur, meist Tyler, durch ein ganzes Gebäude oder Gebiet folgt. Ellwood beschreibt diese Art der Aufnahmen, als würde Terrence Malick zeitgenössische Musikvideos inszenieren wollen, in denen er die ersten feststehenden Aufnahmen erst nach gut 20 Minuten oder mehr verwendet. Diese Ästhetik werde von der elektronischen Filmmusik von Trent Reznor und Atticus Ross unterstützt, ebenso durch eine Fülle von Tracks von Radiohead, Frank Ocean, Animal Collective und Kendrick Lamar, die dem Film ständig einheizten. Das Gesamtergebnis sei umwerfend, könne aber bisweilen schwindelerregend und zu offensichtlich für das Storytelling sein.
Knut Elstermann von MDR Kultur schreibt, Shults habe einen formal brillanten Film gedreht, in dem die kreisende Kamera, die flirrenden Lichter für den Kontrollverlust der Figuren stehen. Vor allem aber gelinge es ihm, mit seinem fantastischen Darstellerensemble von der Vielschichtigkeit einer Familie unter enormer Spannung zu erzählen und von zerstörerischen Männlichkeitsbildern. Ganz unterschwellig gehe es auch um die Folgen des täglichen Rassismus, der diesen großen Leistungsdruck in der Familie erst erzeugt hat. Elstermann resümiert, man könne nur grübeln, warum ein so innovatives, in jeder Hinsicht überwältigendes Werk 2020 keine einzige Oscarnominierung erhielt: „Wie kann eine ganze Akademie ein solches Ereignis verschlafen? Das deutsche Kinopublikum sollte unbedingt hellwach sein und diesen Film nicht verpassen.“
Tim Lindemann von epd Film schreibt, Waves überwältige von Beginn an mit seiner geradezu berauschenden Optik, wenn die Kamera mit sanften Bewegungen durch eine Welt aus satten, überzeichneten Farben gleitet, was die attraktiven Darsteller in ihrem luxuriösen Upper-Middle-Class-Kosmos und den palmenumsäumten Stränden Floridas umschmeichle. Über den Vergleich der beiden Filmhälften sagt Lindemann, während die erste Hälfte dieses filmischen Diptychons von „Teenage Angst“ und dem ständigen Druck, seinen Wert beweisen zu müssen, geprägt ist, sei Emilys Storyline eine Meditation über das Akzeptieren der harten Fakten des Lebens.
Für den Spiegel-Rezensenten empfiehlt sich Shults mit seinem dritten Film als „mutiger Regisseur“, der Emotionalität im Kino auf eine popkulturell expressive Weise erzählen wolle. Die Wucht sei „so mitreißend, dass man ihm sein bisweilen großes Pathos gern verzeiht“.
Der Film spielte rund zwei Millionen US-Dollar ein.

### Einsatz im Unterricht
Das Onlineportal kinofenster.de empfiehlt den Film ab der 10. Klasse für die Unterrichtsfächer Englisch, Deutsch, Sozialkunde/Gemeinschaftskunde, Ethik und Kunst und bietet Materialien zum Film für den Unterricht. Dort schreibt Jan-Philipp Kohlmann, dramaturgische Aspekte wie Spannungsaufbau und episodische Struktur sowie bildgestalterische Aspekte sollten im Fokus der Vermittlung stehen. Der Film biete vor allem Anknüpfungspunkte für den Kunst- und Englisch-Unterricht. Thematisch berühre das Drama Fragen um Schuld, Trauer und Zusammenhalt in der Familie. Als Ausnahme im US-Kino erscheint Waves auch darin, dass der Film von der afroamerikanischen Mittelschicht erzählt und die spezifische „black experience“ als Teil, aber nicht als Zentrum seiner komplexen Charaktere verhandele.

### Auszeichnungen
Bei der Oscarverleihung 2020 befand sich der Film in einer Shortlist in der Kategorie Beste Filmmusik. Im Folgenden eine Auswahl weiterer Auszeichnungen und Nominierungen.
African-American Film Critics Association Awards 2019
- Auszeichnung in der Kategorie Best Breakout Performance (Kelvin Harrison Jr.)
- Auszeichnung mit dem We See You Award (Taylor Russell)
- Aufnahme in die 10 Best Films of 2019[24]

Black Reel Awards 2020
- Nominierung als Bester Film
- Nominierung als Bester Hauptdarsteller (Kelvin Harrison Jr.)
- Nominierung als Bester Nebendarsteller (Sterling K. Brown)
- Nominierung als Beste Nebendarstellerin (Taylor Russell)
- Nominierung als Beste Nachwuchsdarstellerin (Taylor Russell)
- Nominierung als Bester Nachwuchsdarsteller (Kelvin Harrison Jr.)
- Nominierung als Bestes Ensemble (Avy Kaufman)
- Nominierung für die Beste Filmmusik (Trent Reznor und Atticus Ross)
- Nominierung für die Beste Kamera (Drew Daniels)[25]

Gotham Awards 2019
- Nominierung als Bester Film
- Auszeichnung als Beste Nachwuchsdarstellerin (Taylor Russell)[26]

Hamptons International Film Festival 2019
- Auszeichnung mit dem Zicherman Family Foundation Screenwriting Award (Trey Edward Shults)[27]

Hollywood Critics Association Awards 2020
- Nominierung als Bester Film
- Nominierung als Bester Nebendarsteller (Sterling K. Brown)
- Nominierung als Beste Nebendarstellerin (Taylor Russell)
- Auszeichnung als Bester Nachwuchsschauspieler (Kelvin Harrison Jr.)
- Nominierung als Beste Nachwuchsschauspielerin (Taylor Russell)
- Nominierung für die Beste Besetzung
- Auszeichnung als Bester Independentfilm (geteilt mit The Farewell)
- Nominierung für die Beste Kamera (Drew Daniel)
- Nominierung für die Beste Filmmusik (Trent Reznor und Atticus Ross)[28]

Independent Spirit Awards 2020
- Nominierung als Beste Nebendarstellerin (Taylor Russell)[29]

National Board of Review Awards 2019
- Aufnahme in die Top-Ten-Filme[30]

NAACP Image Awards 2020
- Nominierung als Bester Nebendarsteller (Sterling K. Brown)[31]

Santa Barbara International Film Festival 2020
- Auszeichnung mit dem Virtuoso Award (Taylor Russell)

## Synchronisation
Die deutsche Synchronisation entstand nach einem Dialogbuch und der Dialogregie von Hannes Maurer im Auftrag der Interopa Film GmbH, Berlin.
| Darsteller             | Synchronsprecher  | Rolle           |
| ---------------------- | ----------------- | --------------- |
| Taylor Russell         | Clara Drews       | Emily Williams  |
| Kelvin Harrison Jr.    | Nico Sablik       | Tyler Williams  |
| Alexa Demie            | Lydia Morgenstern | Alexis          |
| Sterling K. Brown      | Sascha Rotermund  | Ronald Williams |
| Renée Elise Goldsberry | Sanam Afrashteh   | Catherine       |
| Lucas Hedges           | Patrick Baehr     | Luke            |
| David Garelik          | Hannes Maurer     | Ryan            |
| Holland Hayes          | Jörg Pintsch      | Doctor Steve    |